# انگلند دن و جان فورد کولی
انگلند دن و جان فورد کولی یک گروه موسیقی سافت راک آمریکایی متشکل از دنی ویلند «انگلند دن» سیلز و جان ادوارد «جان فورد» کولی بودند که در طول دهه ۱۹۷۰ فعال بودند. بومیان تگزاس ، آنها بیشتر به خاطر تک آهنگ سال ۱۹۷۶ خود به نام من واقعاً دوست دارم امشب تو را ببینم را می‌شناسند که شماره ۲ در بیلبورد هات ۱۰۰  و شماره ۱ بزرگسالان معاصر بود. پس از انحلال آنها، سیلز شروع به اجرا در نقش دن سیلز کرد و در دهه ۱۹۸۰ فعالیت موسیقی کانتری را آغاز کرد که رتبه ۱۱ در محبوبترین‌های کانتری بود.

## حرفه

### سال‌های آغازین
این دو در حالی شروع به کار کردند که در دبیرستان دبلیو. دبلیو. ساموئل در دالاس، تگزاس، ایالات متحده با هم دوست و همکلاسی بودند. سیلز و کولی ابتدا به عنوان بخشی از گروه‌های پوشش محلی، از جمله پلی‌بویز فایو و تیز فیو اجرا کردند. آن‌ها مجموعه‌ای از دموها را در نشویل با نام شیمرها ضبط کردند، اما آینده‌شان با مرگ تهیه‌کننده‌شان به پایان رسید، قبل از اینکه او بتواند برای آنها قراردادی ضبط کند. گروه بعدی آنها گروه پاپ/روانی دالاس سوزوست اف‌اوبی (مخفف حمل و نقل روی کشتی) بود،  که مطالب آن توسط لیبل ساندیز رکوردز دوباره بر روی سی‌دی منتشر شد.

## دیسکوگرافی

### آلبوم ها
| سال  | آلبوم                                     | موقعیت های نمودار | موقعیت های نمودار | موقعیت های نمودار | انجمن صنعت ضبط موسیقی ایالات متحده آمریکا | برچسب     |
| سال  | آلبوم                                     | ایالات متحده      | AUS               | می توان           | انجمن صنعت ضبط موسیقی ایالات متحده آمریکا | برچسب     |
| ---- | ----------------------------------------- | ----------------- | ----------------- | ----------------- | ----------------------------------------- | --------- |
| 1971 | انگلند دن و جان فورد کولی                 | -                 | -                 | -                 | -                                         | صبح       |
| 1972 | افسانه ها                                 | -                 | -                 | -                 | -                                         | صبح       |
| 1976 | موسیقی می شنوم                            | 202               | -                 | -                 | -                                         | صبح       |
| 1976 | شب ها همیشه هستند                         | 17                | 68                | 11                | طلا                                       | درخت بزرگ |
| 1977 | جاده فری داودی                            | 80                | -                 | -                 | -                                         | درخت بزرگ |
| 1978 | برخی از چیزها آسان نمی آیند               | 61                | -                 | 73                | -                                         | درخت بزرگ |
| 1979 | دکتر هکل و آقای جیو                       | 106               | 69                | -                 | -                                         | درخت بزرگ |
| 1979 | بهترین های انگلند دن و جان فورد کولی      | 194               | -                 | -                 | -                                         | درخت بزرگ |
| 1980 | فقط به من بگو دوستم داری (موسیقی متن)     | -                 | -                 | -                 | -                                         | درخت بزرگ |
| 1981 | بهترین‌های انگلند دن و جان فورد کولی بخش ۲ | -                 | -                 | -                 | -                                         | درخت بزرگ |
| 1996 | بهترین های انگلند دن و جان فورد کولی      | -                 | -                 | -                 | -                                         | کرگدن     |
| 2015 | آلبوم های آتلانتیک +                      | -                 | -                 | -                 | -                                         | ادسل      |

### تک‌آهنگ‌ها
| سال  | تنها                                    | اوج موقعیت های نمودار | اوج موقعیت های نمودار | اوج موقعیت های نمودار | اوج موقعیت های نمودار | اوج موقعیت های نمودار | RIAA | آلبوم                                 |
| سال  | تنها                                    | ایالات متحده          | AC آمریکا             | CA                    | CA AC                 | گزارش موسیقی کنت      | RIAA | آلبوم                                 |
| ---- | --------------------------------------- | --------------------- | --------------------- | --------------------- | --------------------- | --------------------- | ---- | ------------------------------------- |
| 1972 | "نیوجرسی"                               | 103                   | -                     | -                     | -                     | -                     | -    | افسانه ها                             |
| 1972 | "سیمون"                                 | -                     | -                     | -                     | -                     | -                     | -    | افسانه ها                             |
| 1976 | من واقعاً دوست دارم امشب تو را ببینم     | 2                     | 1                     | 5                     | 1                     | 25                    | طلا  | شب ها همیشه هستند                     |
| 1976 | " شب ها بدون تو همیشه هستند "           | 10                    | 6                     | 10                    | 4                     | 92                    | -    | شب ها همیشه هستند                     |
| 1977 | " تعلق داشتن غم انگیز است "             | 21                    | 1                     | 9                     | 1                     | 90                    | -    | جاده فری داودی                        |
| 1977 | "خیلی دور شده"                          | 23                    | 8                     | 15                    | 11                    | 71                    | -    | جاده فری داودی                        |
| 1978 | " دیگر مجبور نخواهیم شد خداحافظی کنیم " | 9                     | 1                     | 11                    | 2                     | -                     | -    | برخی از چیزها آسان نمی آیند           |
| 1978 | "تو نمی توانی برقصی"                    | 49                    | 22                    | 62                    | 34                    | -                     | -    | برخی از چیزها آسان نمی آیند           |
| 1978 | "اگر جهان امشب از عشق تمام شود"         | -                     | 41                    | -                     | -                     | -                     | -    | برخی از چیزها آسان نمی آیند           |
| 1978 | "باد غرب"                               | -                     | 30                    | -                     | -                     | -                     | -    | شب ها همیشه هستند                     |
| 1979 | " عشق جواب است "                        | 10                    | 1                     | 33                    | 18                    | 79                    | -    | دکتر هکل و آقای جیو                   |
| 1979 | "با این قلب شکسته چه کنم"               | 50                    | 12                    | -                     | -                     | -                     | -    | دکتر هکل و آقای جیو                   |
| 1980 | "در آن برای عشق"                        | 75                    | 45                    | -                     | -                     | -                     | -    | بهترین های انگلند دن و جان فورد کولی  |
| 1981 | "قسمتی از من بخشی از تو"                | -                     | 42                    | -                     | -                     | -                     | -    | فقط به من بگو دوستم داری (موسیقی متن) |

## دیگر منابع
Nite, Norm N. and Newman, Ralph M.: ROCK ON: The Illustrated Encyclopedia Of Rock N' Roll; Volume II: Thomas Y. Crowell: 1978, p. 152. شابک ‎۹۷۸۰۶۹۰۰۱۱۹۶۸